# Квенья
Кве́нья (кв. Quenya) — вигадана мова фантазійного світу Середзем'я, яку розробив Джон Рональд Руел Толкін.

## Двоїна у квенья
Квенья має, окрім форм однини, множини та групової/партитивної множини, ще й форми двоїни. Двоїна вживалась тільки до природних пар, наприклад, як дві руки однієї особи.

### Іменник
Мова квенья має десять відмінків, а саме: називний, родовий, давальний, знахідний, орудний, місцевий, присвійний, аблатив, алатив та респектив (також відомий, як ельфінітив). Є три дієвідімни, проте багато винятків через походження слів.
Закінчення слів у формі двоїни:
| Відмінок   | Називний  | Знахідний                 | Давальний        | Родовий | Присвійний | Місцевий | Аллатив | Аблатив | Орудний | Респектив    |
| ---------- | --------- | ------------------------- | ---------------- | ------- | ---------- | -------- | ------- | ------- | ------- | ------------ |
| Закінчення | -t або -u | подовження кінцевої u в ú | -nt, -ur або -en | -to     | -twa       | -tsë     | -nta    | -lto    | -nten   | -tes або -us |

Наприклад:
| Відмінок  | cirya (корабель) | lassë (листок) | Alda (дерево) | ondo (камінь) | nér (чоловік) | cas (голова) | nat (річ) |
| --------- | ---------------- | -------------- | ------------- | ------------- | ------------- | ------------ | --------- |
| Називний  | ciryat           | lasset         | aldu          | ondos         | nerut         | carut        | natu      |
| Знахідний | ciryat           | lasset         | aldú          | ondos         | nerut         | carut        | natu      |
| Родовий   | ciryato          | lasseto        | alduo         | ondu          | neru          | caru         | natuo     |
| Присвіний | ciryatwa         | lassetwa       | alduva        | ?             | ?             | ?            | natuva    |
| Орудний   | ciryanten        | lassenten      | aldunen       | ondoinent     | ?             | ?            | natunen   |
| Аллатив   | ciryanta         | lassenta       | aldunna       | ondontas      | ?             | ?            | natunna   |
| Давальний | ciryant          | lassent        | alduen        | ondur         | nerur         | carur        | natuen    |
| Місцевий  | ciryatsë         | lassetsë       | aldussë       | ondoset       | ?             | ?            | natussë   |
| Аблатив   | ciryalto         | lasselto       | aldullo       | ondollut      | ?             | ?            | natullo   |
| Респектив | ?                | lassetes       | aldus         | ?             | ?             | ?            | natus     |

Наприклад:
Nai siluvat elen atta — Хай дві зорі сяють.
máryat — її руки (її руці), де má — рука.
Єдине слово, що не має форм двоїни, — це tó (вовна).

### Займенник
Щодо займенників, є багато незрозумілих моментів. Це питання ще більше затуманюється тим, що Толкін часто перероблював систему займенників. Проте, достеменно визначено, що займенники у квенья переважно виступають як закінчення, що приєднані безпосередньо до іменника чи дієслова у вигляді наростків і лише зрідка бувають як окремі слова.

#### Особові займенники
Особові займенники з іменниками:
| Особа             | Особа             | Присвійні | Окремі | Довгі особисті |
| ----------------- | ----------------- | --------- | ------ | -------------- |
| 1                 | Інклюзивні        | -nqua     | wet    | -ngwe/-nque    |
| 1                 | Ексклюзивні       | -mma      | met    | -mme/-nwe      |
| 2                 | осібні            | -xa/-cca  | tyet   | -xë/-ccë       |
| 2                 | увічливі          | -lla      | let    | -llë/-stë      |
| 3                 | 3                 | -twa      | tú     | -sto/-ttë      |
| Безособові наказу | Безособові наказу | +-t       | –      | +-t            |

#### Присвійні займенники
Присвійні займенники з іменниками:
| Особа | Сама особа/предмент присвійности | Сама особа/предмент присвійности | Сама особа/предмент присвійности |
| Особа | Одне                             | Два                              | Три і більше                     |
| ----- | -------------------------------- | -------------------------------- | -------------------------------- |
| 1     | -(e)nqua, -(e)mma                | -(e)nquat, -(e)mmat              | -(e)nquar, -(e)mmar              |
| 2     | -xa, -cca, -lla                  | -xat, -ccat, -llat               | -xar, -ccar, -llar               |
| 3     | -twa                             | -twat                            | -twar                            |

Наприклад: ataremma — наш (обох) батько
Проте з дієсловами двоїна має форму особового займенника лиш у 1 особі: -lvë (або -lwë), тобто інклюзивне ми двоє (я і ти). Одначе є ще одна незалежна форма: me[t] ми двоє. Незалежні присвійні займенники теж є тільки у 1 особі: -lva (або -lwa), цебто інклюзивне наше (твоє і моє).
Наприклад, lendelvë (lendelwë) — ми двоє пішли.